# Robert Horn
Robert Horn (New York, 1º gennaio 1950) è uno sceneggiatore, librettista e produttore televisivo statunitense.

## Biografia
Dopo gli studi alla New York University, Robert Horn si trasferì a Los Angeles dove cominciò a lavorare come sceneggiatore per i Warner Bros. Nei primi anni novanta lavorò come sceneggiatore per diverse serie televisive, tra cui Quattro donne in carriera e Living Single. A partire dagli anni duemila ha lavorato come librettista a Broadway, scrivendo i dialoghi dei musical 13 e Tootsie, per cui vinse il Tony Award al miglior libretto di un musical nel 2019.

## Filmografia parziale

### Sceneggiatore
- Quattro donne in carriera – serie TV, 5 episodi (1992-1993)
- Living Single – serie TV, 7 episodi (1994-1997)
- Zack & Cody - Il film (The Suite Life Movie) – film TV, regia di Sean McNamara (2011)
- Teen Beach 2 – film TV, regia di Jeffrey Hornaday (2015)
- 13 (13: The Musical), regia di Tamra Davis (2022)

## Riconoscimenti
- Tony Award
  - 2019 – Miglior libretto di un musical per Tootsie
  - 2023 – Candidatura per il miglior libretto di un musical per Shucked
- Drama Desk Award
  - 2019 – Miglior libretto di un musical per Tootsie
  - 2023 – Candidatura per il miglior libretto di un musical per Shucked
- Outer Critics Circle Award
  - 2019 – Miglior libretto di un musical per Tootsie